# Френцель, Абрахам
Абрахам Френцель, полное имя — Михал Абрахам, другой вариант фамилии — Бранцель (в.-луж. Abraham Frencel, нем.  Michael Abraham Frenzel , 16 ноября 1656 года, Козель, Лужица — 15 апреля 1740 года, Шёнау-Берцдорф, Лужица) — лютеранский священник, лужицкий писатель и историк. Писал на латинском языке. Занимался изучением лужицких языков. 

## Биография
Родился 16 ноября 1656 года в многодетной семье лютеранского священника Михала Френцеля. С 1666 года по 1679 год обучался в лютеранской гимназии в Баутцене. С 1679 года по 1682 год изучал лютеранское богословие в Виттенберге. После изучения богословия в 1685 году стал лютеранским священником. В 1686 году переехал в Шёнау-Берцдорф, где служил настоятелем до своей смерти.
Стал первым автором, который написал сочинение о жизни лужичан. В своём сочинении «Historia populi et rituum Lusatiae Superioris» описал свои наблюдения о национальной одежде, нравов, обычаях и праве лужицкого народа. Составил словарь лужицкого языка «De originibus linguae Sorabicae», который является ценным источником состояния лужицких языков конца XVII века. В этом сочинении предполагает, что лужицкий язык произошёл от иврита.
Сын лужицкого писателя Михала Френцеля и старший брат лужицкого поэта Михала Френцеля.

## Сочинения
- «De originibus linguae Sorabicae». 2 Bde. Budissin 1693/96;
  - Современное издание: «Słownik górnołużycki Abrahama Frencla», hrsg. v. Stanisław Stachowski. (=Monografie slawistyczne. 40). Wrocław 1978
- «Historia populi et rituum Lusatiae Superioris …».
- «Theorema Physicum De Parelio». Wittebergae 1680
- «Marpe' lašon, hoc est, medicina linguae pro iis tantummodo, qui contra origines Sorabicas nuper disputarunt, composita». Budissae: Andr. Richter, 1694.
- «Lusatiae utriusque nomenclator». W: Hoffmann, Christ. Godofr., 2 Scriptores rerum Lusaticarum. 1719, str. 23-63.